# 卡拉马代
卡拉马代（Karamadai），是印度泰米尔纳德邦Coimbatore县的一个城镇。总人口27799（2001年）。

## 人口
该地2001年总人口27799人，其中男性14015人，女性13784人；0—6岁人口2681人，其中男1395人，女1286人；识字率72.89%，其中男性为78.59%，女性为67.09%。